# Пиотровский, Мечислав
Мечислав Пиотровский (пол. Mieczysław Piotrowski; 5 мая 1910 — 8 декабря 1977) — польский писатель, сценарист и художник-иллюстратор. Педагог, ректор Вы́сшей Госуда́рственной шко́лы кинемато́графа, телеви́дения и теа́тра и́м. Лео́на Ши́ллера в Лодзи. Лауреат Государственной премии ПНР (1950).

## Биография
В 1931 окончил Высшую школу журналистики в Варшаве и в 1935 — столичную Академию изящных искусств. После окончания Второй мировой войны жил в Лодзи, затем вернулся в Варшаву.
Жена — актриса Ирена Лясковская.

## Творчество
Как писатель дебютировал в 1956 с повестью «Садовники» («Ogrodnicy»).
Автор многочисленных сатирических книжных иллюстраций и карикатур в прессе. Участник нескольких выставок в Музее карикатуры (1985, 1998, 2004).
Ему принадлежат полные парадоксов, гротеска, иронии, аллюзий и метафор прозаические произведения.
Мечислав Пиотровский — известный детский писатель.

## Избранные произведения
Повести
- Ogrodnicy (1956)
- Złoty robak (1968)
- Plecami przy ścianie (1970)
- Cztery sekundy (1976)

Рассказы и новеллы
- Podróż Arysty przez Lotaryngię, (1976)

Киносценарии
- Мужчины на острове / Mężczyźni na wyspie (1962)
- Девушка из хорошего дома / Dziewczyna z dobrego domu (1962)

Сценарии для театра
- Melancholia (постановка 1976)

Сборники рисунков
- Co wiemy o ludziach (1977)
- Ja Pana nie przerobię, (1985)

Книги для детей
- Ballada o Dentyście (1966)
- Szare uszko. Czy to jest opowieść obrazkowa? (1976)
- Grzyby galopują na koniach (1977)

## Премии
- Государственная премия ПНР за деятельность в области сатиры (1950)
- премия Золотая Шпилька (1966)
- премия Золотая Шпилька (1968)
- премия Золотая Шпилька с лаврами (1977).